# Metotrexat
Metotrexatul este un agent chimioterapic și un imunosupresiv. Este utilizat în tratamentul unor forme de cancer (leucemie limfatică acută) și al unor boli autoimune (psoriazis, artrită reumatoidă, boala Crohn). Căile de administrare disponibile sunt cea orală și parenterală.
Metotrexatul a fost descoperit în anul 1947 și era inițial utilizat doar în tratamentul cancerului, fiind mult mai puțin toxic decât tratamentele utilizate la acea vreme. În 1956, a fost primul tratament pentru cancerul cu metastaze. Se află pe lista medicamentelor esențiale ale Organizației Mondiale a Sănătății. În prezent, este disponibil ca medicament generic.

## Utilizări medicale
Metotrexatul este utilizat în următoarele afecțiuni:
- boli neoplazice: cancer de sân, cap și gât, leucemie, limfoame, osteosarcom[9]
- boli autoimune: artrită reumatoidă, dermatomiozită juvenilă, psoriazis, artrită psoriazică, lupus eritematos, boala Crohn[14]

## Mecanism de acțiune
Metotrexatul este un antimetabolit al acidului folic, deci în cazul terapiei afecțiunilor canceroase este un inhibitor competitiv al enzimei denumite dihidrofolat-reducatază (DHFR), o enzimă care participă la sinteza de tetrahidrofolat (acid tetrahidrofolic) necesar în sinteza aminoacizilor și a acizilor nucleici.
În cazul bolilor autoimune, se crede că sunt responsabile mai multe mecanisme de acțiune, incluzând inhibarea enzimelor implicate în metabolismul purinelor (cu acumularea de adenozină), blocarea activării celulelor T, down-regularea celulelor B și inhibarea activității metil-transferazelor implicate în imunitate.

Comparație între structura acidului folic (sus) și antimetabolitul său, metotrexatul (jos). Datorită similitudinii structurale, metotrexatul este un inhibitor competitiv al DHFR.